# Veszprém (ciutat)
Veszprém és una ciutat autònoma d'Hongria situada al centre-oest, molt a prop del llac Balaton, a una distància d'uns 110 km de Budapest. Té una població de gairebé 65.000 habitants. És també capital administrativa de la província que porta el seu nom.
Veszprém és coneguda entre els aficionats a l'esport pel seu equip d'handbol.